# Вайнберг, Вильгельм
Вильгельм Вайнберг (нем. Wilhelm Weinberg, 1862, Штутгарт — 1937, Тюбинген) — немецкий врач, в 1908 году независимо от английского математика Годфри Харди сформулировавший обобщение, известное как Закон Харди — Вайнберга.

## Биография
Вильгельм Вайнберг родился в Штутгарте в еврейской семье. Вайнберг изучал медицину в Тюбингене и Мюнхене и получил в 1886 году степень доктора медицины. В 1889 году он вернулся в Штутгарт, где имел обширную общую, а также акушерскую и гинекологическую практику. Помимо врачебной практики, он интересовался и теоретическими вопросами, основал Штутгартское общество расовой гигиены и был его президентом.
Большую часть жизни он провёл в изучении медицинской статистики и генетики человека, включая проблемы изучения близнецов, мутаций, и приложения законов наследования к популяциям. За несколько лет до смерти он оставил практику и переселился в Тюбинген, где и скончался. Его работы в области генетики и эпидемиологии были опубликованы на немецком языке и стали широко известны за пределами германского языкового ареала лишь после его смерти.

## Основные произведения
- Weinberg, W. Über den Nachweis der Vererbung beim Menschen. Jahrhefte des Vereines für Vater. Naturkunde in Württemberg, 1908.